# Soglàssovka
Soglàssovka - Согласовка (rus) és un poble de l'óblast de Penza. Rússia. El 2011 tenia 18 habitants.